# Maxwell (músico)

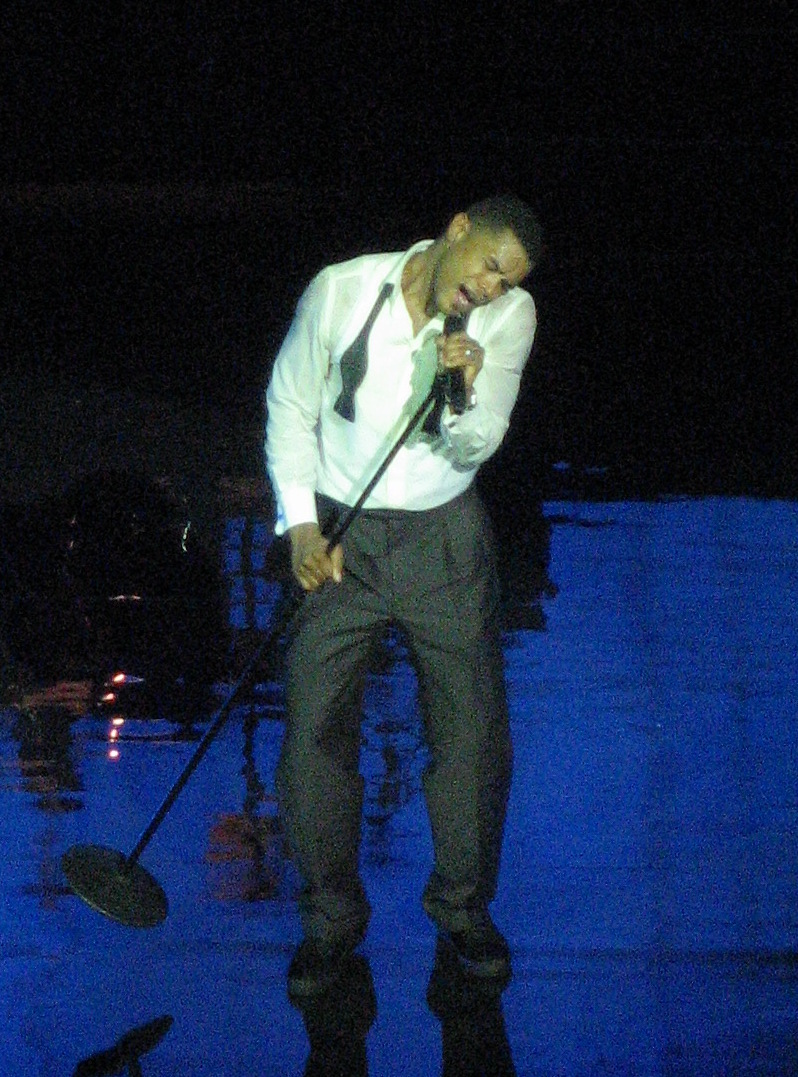
Maxwell em Toronto (2008)

Maxwell (Brooklyn, 23 de maio de 1973) é um cantor norte-americano de R&B, funk e neo soul.

## Discografia

### Álbuns de estúdio
- 1996: Maxwell’s Urban Hang Suite
- 1997: MTV’s Unplugged: Maxwell
- 1998: Embrya
- 2001: Now
- 2009: BLACKsummers'night
- 2016: blackSUMMERS’night

### Singles
- 1996: Til the Cops Come Knockin’
- 1996: Ascension (Don’t Ever Wonder)
- 1996: Sumthin’, Sumthin’
- 1997: Whenever, Wherever, Whatever
- 1998: Luxury: Cococure
- 1998: Matrimony: Maybe You
- 1999: Let’s Not Play the Game
- 1999: Fortunate
- 2000: Get to Know Ya
- 2001: Lifetime
- 2001: This Woman’s Work
- 2007: Fistful of Tears
- 2009: Pretty Wings
- 2009: Bad Habits
- 2009: Cold
- 2009: Fistful of Tears
- 2013: Fire We Make (com Alicia Keys)
- 2016: Lake by the Ocean